# Сонечко двокрапкове
Сонечко двокрапкове (Adalia bipunctata) — поширений в Голарктиці вид жуків родини сонечок. Використовується для біологічної боротьби із сільськогосподарськими шкідниками.

## Опис
Розмір тіла — 3—5 мм. Забарвлення тіла знизу чорне, передньогруди зверху біло-жовті, з М-подібною чорною плямою посередині. Надкрила звичайно руді або червоні, кожне, зазвичай, із округлою чорною плямою, звідки і назва «двокрапкове». Крім того, зустрічаються особини з чорними надкрилами і червоними плямами. Також існує ціла серія перехідних варіантів забарвлення.

### Адаптивний поліморфізм
На двокрапкових сонечках Тимофеєвим-Ресовським було виявлено явище адаптивного поліморфізму. Форми з чорними надкрилами є більш численними восени, перед зимівлею, тоді як форми з червоними надкрилами частіше спостерігаються навесні. Було виявлено, що червоні сонечка краще переносять низькі температури, тоді як чорні — активніше розмножуються влітку. Таким чином, у популяції сонечок підтримується рівновага різних фенотипів.

## Спосіб життя
Двокрапкові сонечка — хижаки. З яйця вилуплюється личинка, яка живиться дрібними комахами: попелицями, кокцидами, трипсами тощо. Личинка линяє 4 рази, після чого заляльковується. Імаго також хиже.

## Поширення
Зустрічається в Євразії, Північній Америці, на початку ХХІ сторіччя з'явилося в Японії. Завезене в Австралію для боротьби із попелицями. Звичайний вид в Україні.

## Сонечка і людина
Двокрапкове сонечко використовується для боротьби з дрібними комахами-шкідниками, зокрема в оранжереях.
Ентомологічне товариство Латвії обрало двокрапкове сонечко національною комахою країни.

## Галерея

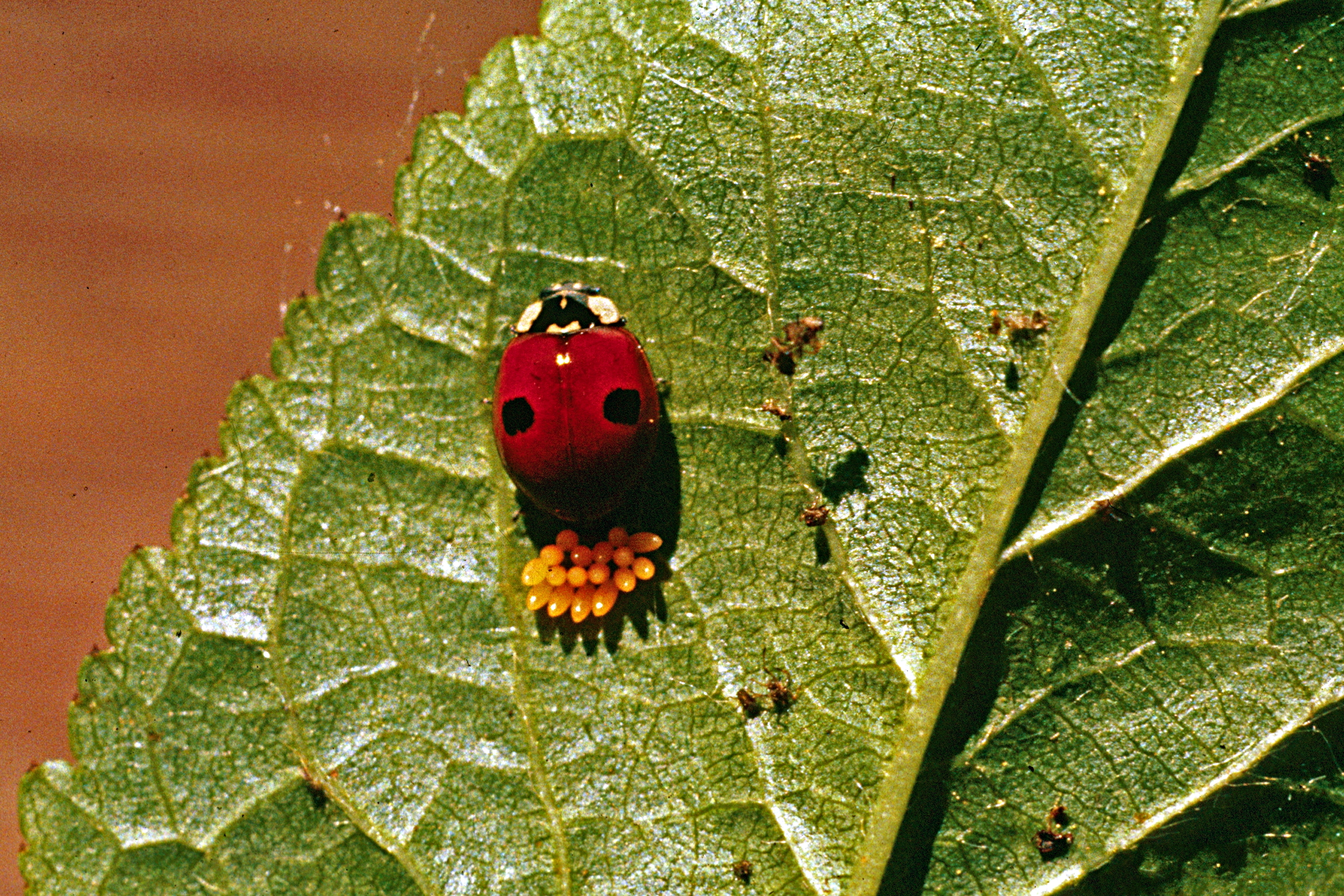
Самиця відкладає яйця на листку рослини з попелицями
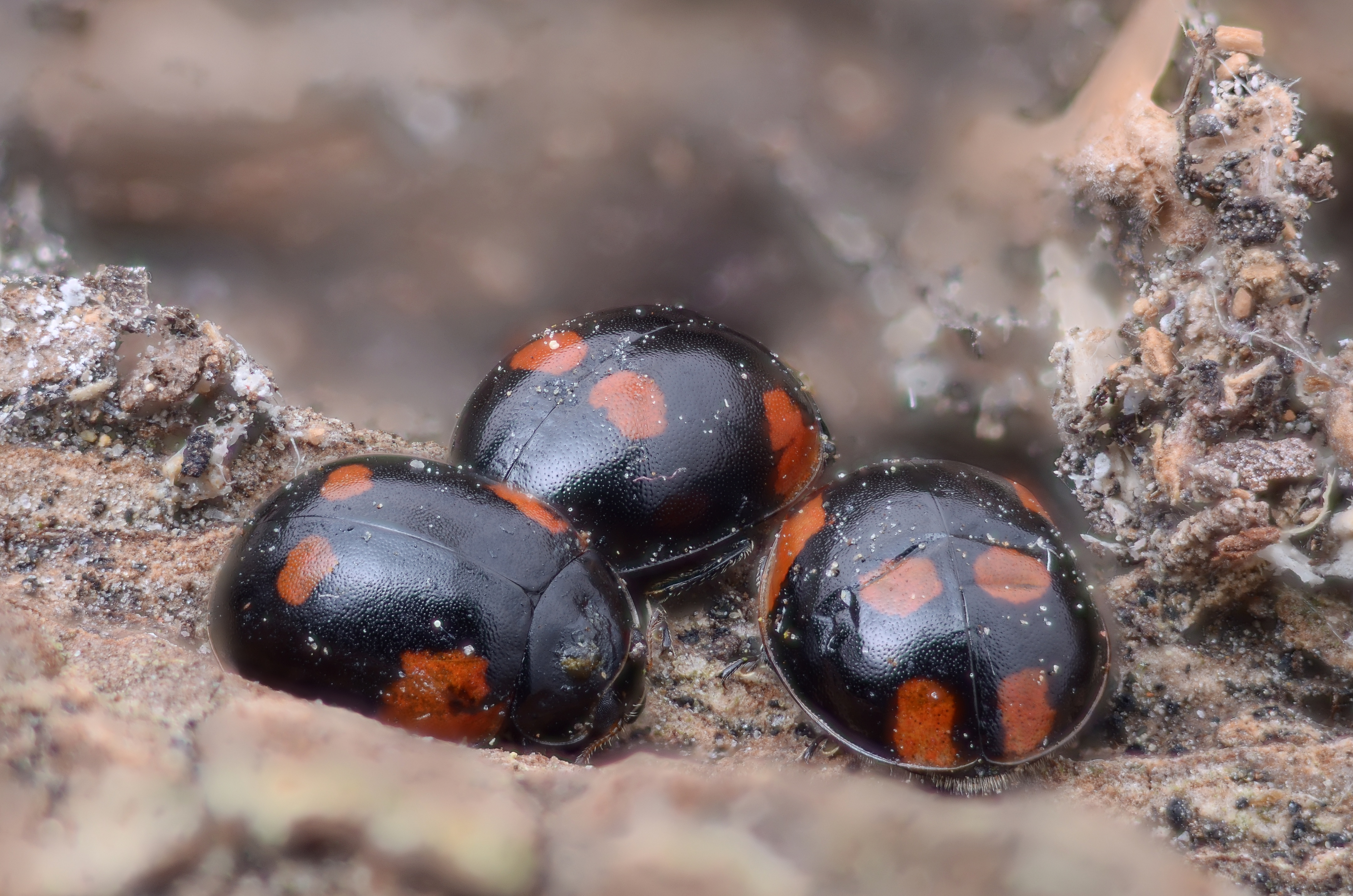
Скупчення темних форм сонечка після зимівлі
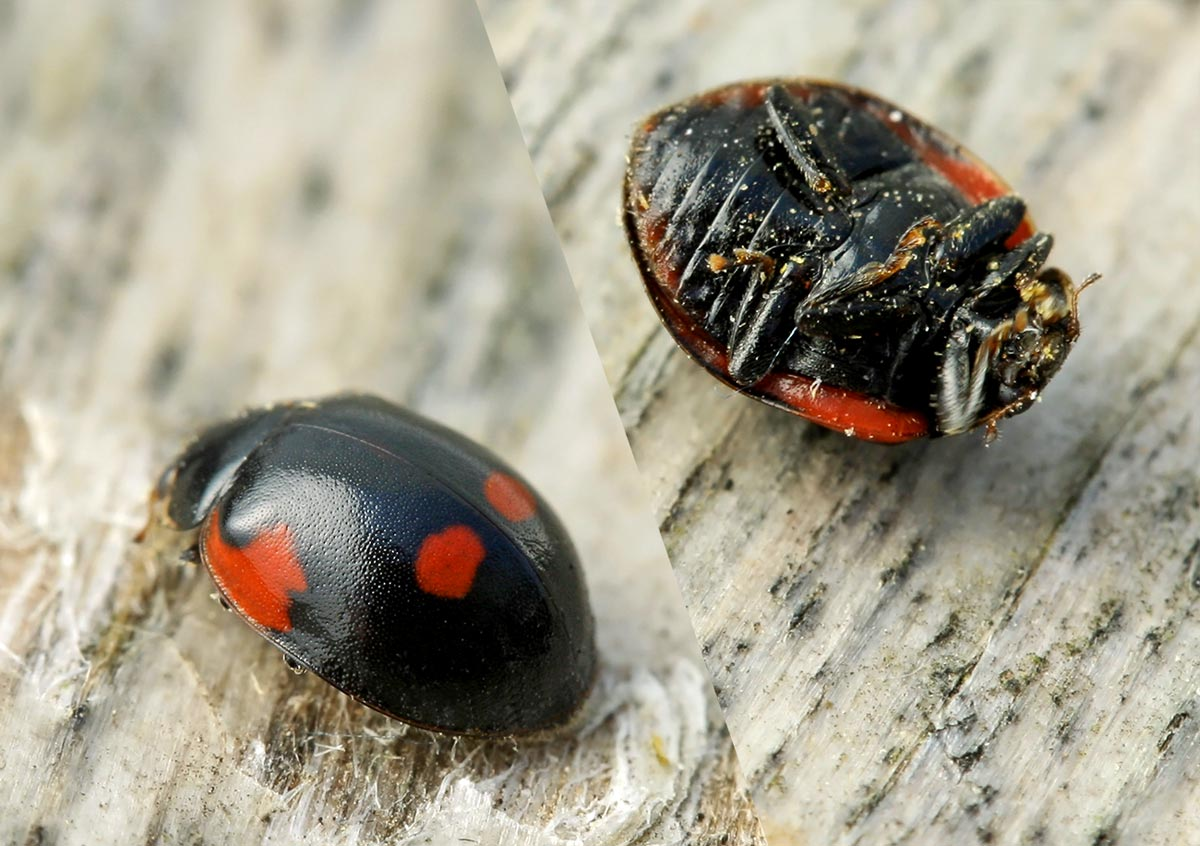
Особина темної форми
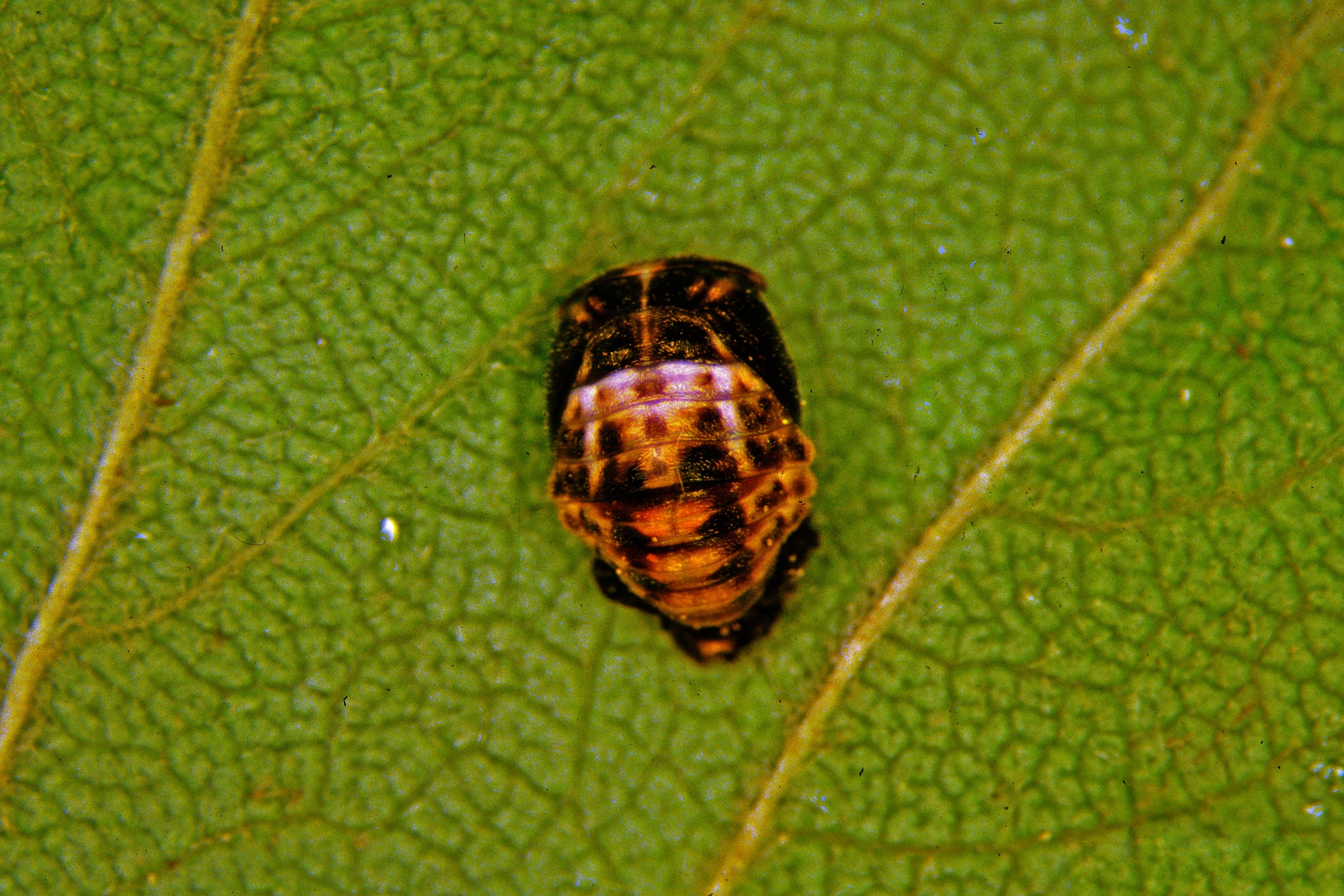
Лялечка
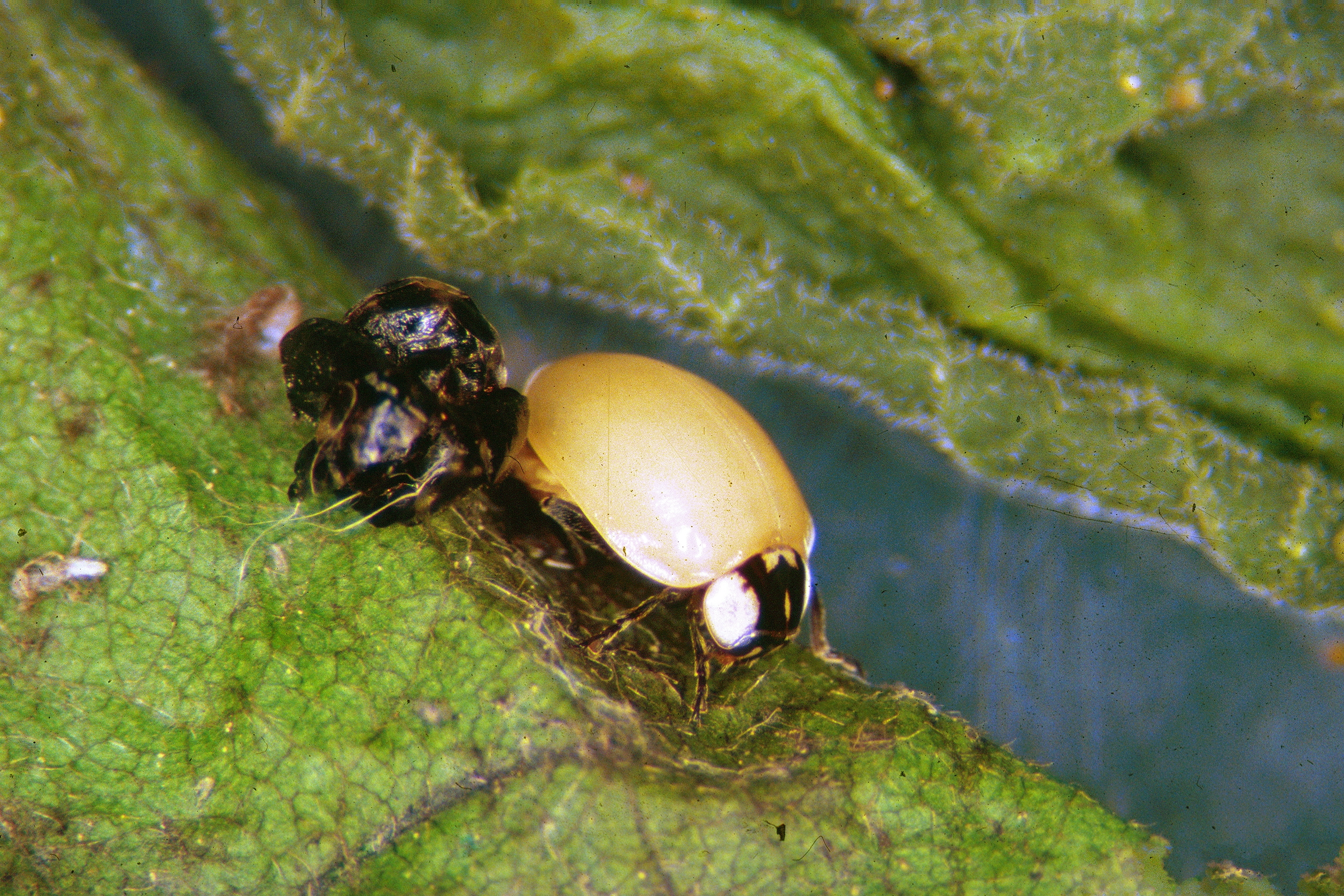
Молоде імаго